# Penggalang (Adipala)
Penggalang is een bestuurslaag in het regentschap Cilacap van de provincie Midden-Java, Indonesië. Penggalang telt 7695 inwoners (volkstelling 2010).